# Großer Preis von Spanien 2002
Der Große Preis von Spanien 2002 (offiziell XLIV Gran Premio Marlboro de España) fand am 28. April auf dem Circuit de Catalunya in Montmeló statt und war das fünfte Rennen der Formel-1-Weltmeisterschaft 2002.

## Bericht

### Hintergrund
Nach dem Großen Preis von San Marino führte Michael Schumacher in der Fahrerwertung mit 14 Punkten vor Ralf Schumacher und mit 17 Punkten vor Juan Pablo Montoya an. In der Konstrukteurswertung führte Ferrari mit zehn Punkten vor Williams-BMW und mit 31 Punkten vor McLaren-Mercedes.
Mit Michael Schumacher (dreimal) und Jacques Villeneuve (einmal) traten zwei ehemalige Sieger zu diesem Grand Prix an.

### Training
Vor dem Rennen am Sonntag fanden vier Trainingssitzungen statt, jeweils zwei am Freitag und Samstag. Die Sitzungen am Freitagmorgen und -nachmittag dauerten jeweils eine Stunde; die dritte und vierte Sitzung am Samstagmorgen dauerte jeweils 45 Minuten.
Am Freitag entschied mit einer Zeit von 1:20,380 Minuten Michael Schumacher die Trainingseinheiten für sich. Heinz-Harald Frentzen war Zweitschnellster, auf Platz drei folgte Jenson Button.
Am Samstag war dann Rubens Barrichello Schnellster mit einer Zeit von 1:18,048 Minuten, gefolgt von Nick Heidfeld und Michael Schumacher.

### Qualifying
Das Qualifying am Samstagnachmittag dauerte eine Stunde. Jeder Fahrer war auf zwölf Runden begrenzt, wobei die Startreihenfolge durch die schnellsten Runden der Fahrer bestimmt wurde. Während dieser Sitzung war die 107-Prozent-Regel in Kraft, die erforderte, dass jeder Fahrer eine Zeit innerhalb von 107 % der schnellsten Runde aufstellte, um sich für das Rennen zu qualifizieren.
Michael Schumacher sicherte sich im Qualifying die Pole-Position vor Barrichello und Ralf Schumacher. Eddie Irvine wurde aufgrund einer Kraftstoffanalyse, die ergab, dass der Kraftstoff nicht mit dem von Jaguar vor der Veranstaltung zugelassenen Kraftstoff übereinstimmte, auf den letzten Platz zurückgestuft.

### Warm Up
Im Warm Up war Barrichello der Schnellste. Er platzierte sich vor Heidfeld und Michael Schumacher.

### Rennen
Die beiden Minardi-Fahrer Mark Webber und Alex Yoong wurden wegen gebrochener Heckflügel beim Warm Up vor dem Rennstart zurückgezogen.
Zu Beginn der Erkundungsrunde ging bei Barrichellos Ferrari das Getriebe kaputt, sodass er bereits vor Rennbeginn aufgeben musste.
Der Start verlief reibungslos, Michael Schumacher behauptete den ersten Platz vor Ralf Schumacher, Montoya, Kimi Räikkönen, Button, David Coulthard, Jarno Trulli und Nick Heidfeld. Der Ferrari-Fahrer begann sich sofort einen deutlichen Vorsprung gegenüber seinen Konkurrenten zu verschaffen, die nicht in der Lage waren, mit seinem Tempo mitzuhalten. Während der vierten Runde gab bei Räikkönens McLaren der Heckflügel nach: Dem finnischen Fahrer gelang es, das Auto zu kontrollieren und es zurück an die Box zu bringen, wo er ausfiel. Mit Ausnahme dieser Episode und dem Ausscheiden von Giancarlo Fisichella und Takuma Satō aufgrund von Getriebeproblemen bzw. einem Ausflug außerhalb der Strecke gab es bis zur ersten Serie von Boxenstopps keine nennenswerten Vorfälle. Michael Schumacher blieb mit großem Vorsprung vor seinem Bruder an der Spitze des Rennens, gefolgt von Montoya, Button und Coulthard. In Runde 29 verlor Ralf Schumacher jedoch die Kontrolle über seinen Williams, kam von der Strecke ab und beschädigte ihn. Als er zur Reparatur an die Box zurückkehrte, verlor er weitere dreißig Sekunden, weil die Mechaniker das linke Vorderrad nicht mehr finden konnten, was sein Rennen endgültig ruinierte
In Runde 34 setzte sich Coulthard gegen Button durch, der Getriebeprobleme bekam. Zwei Runden später musste auch der Engländer seinem Teamkollegen den Vortritt lassen. Die zweite Serie von Boxenstopps änderte nichts an der Situation, mit Ausnahme von Heidfelds Überholmanöver gegen Button, der zunehmend in Schwierigkeiten geriet und in der 56. Runde auch von Felipe Massa und Heinz-Harald Frentzen überholt wurde. Eine Runde später begann auch Trulli aufgrund eines Problems mit dem Gaspedal langsamer zu werden. Der Italiener wurde von Heidfeld, Massa, Frentzen und Jacques Villeneuve überholt. In den letzten Runden stoppten beide Renaults endgültig, ebenso Ralf Schumacher, der den Motor seines Williams kaputt machte.
Das Rennen gewann schlussendlich Michael Schumacher vor Montoya und David Coulthard. Michael Schumacher erreichte bei diesem Rennen seinen dritten Grand Slam und seinen ersten seit 1994 (Pole-Position, jede Runde geführt und schnellste Rennrunde). Die restlichen Punkteplatzierungen belegten Heidfeld, Massa und Frentzen, der Arrows den ersten Punkt der Saison bescherte.
Michael Schumacher konnte in der Fahrerwertung seinen Vorsprung ausbauen. Montoya zog an Ralf Schumacher vorbei und war nun Zweiter. In der Konstrukteurswertung blieben die ersten drei Positionen unverändert.

## Meldeliste
| Team                       | Nr. | Fahrer                | Chassis        | Motor                 | Reifen |
| -------------------------- | --- | --------------------- | -------------- | --------------------- | ------ |
| Scuderia Ferrari Marlboro  | 01  | Michael Schumacher    | Ferrari F2002  | Ferrari 3.0 V10       | B      |
| Scuderia Ferrari Marlboro  | 02  | Rubens Barrichello    | Ferrari F2002  | Ferrari 3.0 V10       | B      |
| West McLaren Mercedes      | 03  | David Coulthard       | McLaren MP4-17 | Mercedes-Benz 3.0 V10 | M      |
| West McLaren Mercedes      | 04  | Kimi Räikkönen        | McLaren MP4-17 | Mercedes-Benz 3.0 V10 | M      |
| BMW.WilliamsF1 Team        | 05  | Ralf Schumacher       | Williams FW24  | BMW 3.0 V10           | M      |
| BMW.WilliamsF1 Team        | 06  | Juan Pablo Montoya    | Williams FW24  | BMW 3.0 V10           | M      |
| Sauber Petronas            | 07  | Nick Heidfeld         | Sauber C21     | Petronas 3.0 V10      | B      |
| Sauber Petronas            | 08  | Felipe Massa          | Sauber C21     | Petronas 3.0 V10      | B      |
| DHL Jordan Honda           | 09  | Giancarlo Fisichella  | Jordan EJ12    | Honda 3.0 V10         | B      |
| DHL Jordan Honda           | 10  | Takuma Satō           | Jordan EJ12    | Honda 3.0 V10         | B      |
| Lucky Strike BAR Honda     | 11  | Jacques Villeneuve    | BAR 004        | Honda 3.0 V10         | B      |
| Lucky Strike BAR Honda     | 12  | Olivier Panis         | BAR 004        | Honda 3.0 V10         | B      |
| Mild Seven Renault F1 Team | 14  | Jarno Trulli          | Renault R202   | Renault 3.0 V10       | M      |
| Mild Seven Renault F1 Team | 15  | Jenson Button         | Renault R202   | Renault 3.0 V10       | M      |
| Jaguar Racing              | 16  | Eddie Irvine          | Jaguar R3      | Ford Cosworth 3.0 V10 | M      |
| Jaguar Racing              | 17  | Pedro de la Rosa      | Jaguar R3      | Ford Cosworth 3.0 V10 | M      |
| Orange Arrows Cosworth     | 20  | Heinz-Harald Frentzen | Arrows A23     | Ford Cosworth 3.0 V10 | B      |
| Orange Arrows Cosworth     | 21  | Enrique Bernoldi      | Arrows A23     | Ford Cosworth 3.0 V10 | B      |
| KL Minardi Asiatech        | 22  | Alex Yoong            | Minardi PS02   | Asiatech 3.0 V10      | M      |
| KL Minardi Asiatech        | 23  | Mark Webber           | Minardi PS02   | Asiatech 3.0 V10      | M      |
| Panasonic Toyota Racing    | 24  | Mika Salo             | Toyota TF102   | Toyota 3.0 V10        | M      |
| Panasonic Toyota Racing    | 25  | Allan McNish          | Toyota TF102   | Toyota 3.0 V10        | M      |

## Klassifikation

### Qualifying
| Pos.                                                                       | Fahrer                | Konstrukteur     | Zeit     | Start |
| -------------------------------------------------------------------------- | --------------------- | ---------------- | -------- | ----- |
| 01                                                                         | Michael Schumacher    | Ferrari          | 1:16,364 | 01    |
| 02                                                                         | Rubens Barrichello    | Ferrari          | 1:16,690 | 02    |
| 03                                                                         | Ralf Schumacher       | Williams-BMW     | 1:17,277 | 03    |
| 04                                                                         | Juan Pablo Montoya    | Williams-BMW     | 1:17,425 | 04    |
| 05                                                                         | Kimi Räikkönen        | McLaren-Mercedes | 1:17,519 | 05    |
| 06                                                                         | Jenson Button         | Renault          | 1:17,638 | 06    |
| 07                                                                         | David Coulthard       | McLaren-Mercedes | 1:17,662 | 07    |
| 08                                                                         | Nick Heidfeld         | Sauber-Petronas  | 1:17,851 | 08    |
| 09                                                                         | Jarno Trulli          | Renault          | 1:17,929 | 09    |
| 10                                                                         | Heinz-Harald Frentzen | Arrows-Cosworth  | 1:18,121 | 10    |
| 11                                                                         | Felipe Massa          | Sauber-Petronas  | 1:18,139 | 11    |
| 12                                                                         | Giancarlo Fisichella  | Jordan-Honda     | 1:18,291 | 12    |
| 13                                                                         | Olivier Panis         | BAR-Honda        | 1:18,472 | 13    |
| 14                                                                         | Enrique Bernoldi      | Arrows-Cosworth  | 1:18,515 | 14    |
| 15                                                                         | Eddie Irvine          | Jaguar-Cosworth  | 1:18,779 | 22    |
| 16                                                                         | Jacques Villeneuve    | BAR-Honda        | 1:18,847 | 15    |
| 17                                                                         | Pedro de la Rosa      | Jaguar-Cosworth  | 1:18,885 | 16    |
| 18                                                                         | Mika Salo             | Toyota           | 1:18,897 | 17    |
| 19                                                                         | Takuma Satō           | Jordan-Honda     | 1:19,002 | 18    |
| 20                                                                         | Allan McNish          | Toyota           | 1:19,025 | 19    |
| 21                                                                         | Mark Webber           | Minardi-Asiatech | 1:19,802 | 20    |
| 22                                                                         | Alex Yoong            | Minardi-Asiatech | 1:21,415 | 21    |
| 107-Prozent-Zeit: 1:21,709 min (bezogen auf die Bestzeit von 1:16,364 min) |                       |                  |          |       |

Anmerkungen
1. ↑  Irvine wurde aufgrund von der Verwendung von illegalem Treibstoff ans Ende des Feldes versetzt.

### Rennen
| Pos. | Fahrer                | Konstrukteur     | Runden | Stopps | Zeit        | Start | Schnellste Runde |
| ---- | --------------------- | ---------------- | ------ | ------ | ----------- | ----- | ---------------- |
| 01   | Michael Schumacher    | Ferrari          | 65     | 2      | 1:30:29,981 | 01    | 1:20,355 (49.)   |
| 02   | Juan Pablo Montoya    | Williams-BMW     | 65     | 2      | + 35,630    | 04    | 1:21,740 (47.)   |
| 03   | David Coulthard       | McLaren-Mercedes | 65     | 2      | + 42,623    | 07    | 1:21,931 (45.)   |
| 04   | Nick Heidfeld         | Sauber-Petronas  | 65     | 2      | + 1:06,697  | 08    | 1:22,860 (29.)   |
| 05   | Felipe Massa          | Sauber-Petronas  | 65     | 2      | + 1:18,973  | 11    | 1:22,186 (28.)   |
| 06   | Heinz-Harald Frentzen | Arrows-Cosworth  | 65     | 2      | + 1:20,430  | 10    | 1:22,320 (43.)   |
| 07   | Jacques Villeneuve    | BAR-Honda        | 64     | 2      | + 1 Runde   | 15    | 1:22,827 (47.)   |
| 08   | Allan McNish          | Toyota           | 64     | 2      | + 1 Runde   | 19    | 1:23,160 (46.)   |
| 09   | Mika Salo             | Toyota           | 64     | 3      | + 1 Runde   | 17    | 1:22,524 (47.)   |
| 10   | Jarno Trulli          | Renault          | 63     | 2      | DNF         | 09    | 1:22,155 (25.)   |
| 11   | Ralf Schumacher       | Williams-BMW     | 63     | 3      | DNF         | 03    | 1:22,697 (27.)   |
| 12   | Jenson Button         | Renault          | 60     | 2      | DNF         | 06    | 1:22,607 (26.)   |
| –    | Olivier Panis         | BAR-Honda        | 43     | 2      | DNF         | 13    | 1:22,872 (26.)   |
| –    | Eddie Irvine          | Jaguar-Cosworth  | 41     | 1      | DNF         | 22    | 1:24,187 (28.)   |
| –    | Enrique Bernoldi      | Arrows-Cosworth  | 40     | 2      | DNF         | 14    | 1:23,507 (26.)   |
| –    | Takuma Satō           | Jordan-Honda     | 10     | 0      | DNF         | 18    | 1:24,198 (10.)   |
| –    | Giancarlo Fisichella  | Jordan-Honda     | 5      | 0      | DNF         | 12    | 1:24,493 (03.)   |
| –    | Kimi Räikkönen        | McLaren-Mercedes | 4      | 0      | DNF         | 05    | 1:23,524 (03.)   |
| –    | Pedro de la Rosa      | Jaguar-Cosworth  | 2      | 0      | DNF         | 16    | 1:25,944 (02.)   |
| –    | Rubens Barrichello    | Ferrari          | 0      | 0      | DNF         | 02    | –                |
| DNS  | Mark Webber           | Minardi-Asiatech | –      | –      | –           | 20    | –                |
| DNS  | Alex Yoong            | Minardi-Asiatech | –      | –      | –           | 21    | –                |

Anmerkungen
1. 1 2  Die beiden Minardi wurden vor Rennbeginn wegen gebrochener Heckflügel vom Rennen zurückgezogen.

## WM-Stände nach dem Rennen
Die ersten sechs des Rennens bekamen 10, 6, 4, 3, 2 bzw. 1 Punkt(e).

### Fahrerwertung
| Pos. | Fahrer             | Konstrukteur     | Punkte |
| ---- | ------------------ | ---------------- | ------ |
| 01   | Michael Schumacher | Ferrari          | 44     |
| 02   | Juan Pablo Montoya | Williams-BMW     | 23     |
| 03   | Ralf Schumacher    | Williams-BMW     | 20     |
| 04   | David Coulthard    | McLaren-Mercedes | 9      |
| 05   | Jenson Button      | Renault          | 8      |
| 06   | Rubens Barrichello | Ferrari          | 6      |
| 07   | Nick Heidfeld      | Sauber-Petronas  | 5      |
| 08   | Kimi Räikkönen     | McLaren-Mercedes | 4      |
| 09   | Eddie Irvine       | Jaguar-Cosworth  | 3      |
| 10   | Felipe Massa       | Sauber-Petronas  | 3      |
| 11   | Mark Webber        | Minardi-Asiatech | 2      |

| Pos. | Fahrer                | Konstrukteur     | Punkte |
| ---- | --------------------- | ---------------- | ------ |
| 12   | Mika Salo             | Toyota           | 2      |
| 13   | Heinz-Harald Frentzen | Arrows-Cosworth  | 1      |
| 14   | Jacques Villeneuve    | BAR-Honda        | 0      |
| 15   | Allan McNish          | Toyota           | 0      |
| 16   | Alex Yoong            | Minardi-Asiatech | 0      |
| 17   | Pedro de la Rosa      | Jaguar-Cosworth  | 0      |
| 18   | Takuma Satō           | Jordan-Honda     | 0      |
| 19   | Jarno Trulli          | Renault          | 0      |
| 20   | Giancarlo Fisichella  | Jordan-Honda     | 0      |
| –    | Olivier Panis         | BAR-Honda        | 0      |
| –    | Enrique Bernoldi      | Arrows-Cosworth  | 0      |

### Konstrukteurswertung
| Pos. | Konstrukteur     | Punkte |
| ---- | ---------------- | ------ |
| 01   | Ferrari          | 50     |
| 02   | Williams-BMW     | 43     |
| 03   | McLaren-Mercedes | 13     |
| 04   | Renault          | 8      |
| 05   | Sauber-Petronas  | 8      |
| 06   | Jaguar-Cosworth  | 3      |

| Pos. | Konstrukteur     | Punkte |
| ---- | ---------------- | ------ |
| 07   | Minardi-Asiatech | 2      |
| 08   | Toyota           | 2      |
| 09   | Arrows-Cosworth  | 1      |
| 10   | BAR-Honda        | 0      |
| 11   | Jordan-Honda     | 0      |